# Tudor de Flondor
Tudor de Flondor, německy Theodor von Flondor (10. července 1862 Storožynec – 24. června 1908 Halensee), byl rakouský hudební skladatel a politik rumunské národnosti z Bukoviny, na počátku 20. století poslanec Říšské rady.

## Biografie

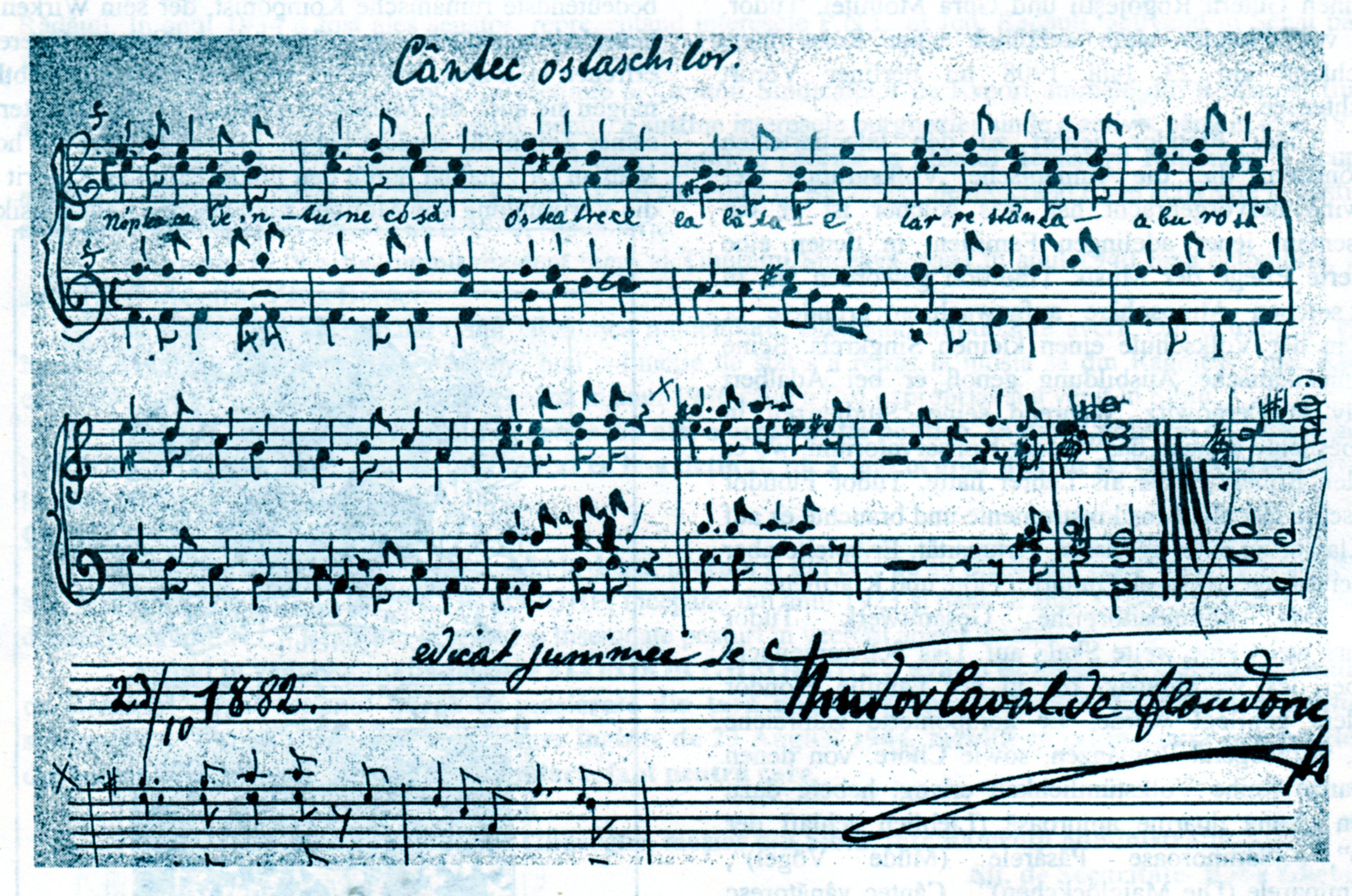
Původní notový zápis Tudora Flondora, skladba Cântecul ostaşilor z r. 1882.

V letech 1872–1879 studoval školu v rodném Storožynci. Jeho spolužačkou byla Adolfina Wohlfarthová (pianistka). V letech 1879–1883 byl činný ve filharmonické společnosti v Černovicích, kde s ním působili Josef Zwoniczek a Čech Vojtěch Hřímalý. V letech 1884–1888 studoval na Akademie für Musik und darstellende Kunst ve Vídni. Zasloužil se o rozvoj rumunské hudby. Zastával post předsedy rumunského pěveckého spolku Armonia. Napsal několik operet. Jeho operety Moș Ciocârlan a Noaptea Sfântului Gheorghe byly ve své době uváděny i v Bukurešti.
Byl veřejně a politicky aktivní. Vykonával funkci prezidenta bukovinské zemské zemědělské rady a působil od roku 1904 až do své smrti jako poslanec Bukovinského zemského sněmu, kde zastupoval rumunské velkostatkáře. Připojil se ke konzervativní straně na sněmu. Byl odborníkem na zemědělství a jeho statek Rogojești (Rogozestie) patřil mezi vzorné zemědělské podniky.
Působil i jako poslanec Říšské rady (celostátního parlamentu Předlitavska), kam usedl v doplňovacích volbách do Říšské rady roku 1901 za kurii všeobecnou v Bukovině, obvod Rădăuți, Siret, Storožynec atd. Nastoupil 22. října 1901 místo zesnulého Dimitrie Isopescula. Na plénu Říšské rady nevystupoval často, ale zasazoval se o zájmy zemědělců z Bukoviny.
V roce 1906 se uvádí jako člen poslaneckého Rumunského klubu.
Zemřel v červnu 1908 v německém Halensee u Berlína.